# The Dinosaur and the Missing Link: A Prehistoric Tragedy
The Dinosaur and the Missing Link: A Prehistoric Tragedy er en amerikansk stumfilm fra 1917 af Willis H. O'Brien.